# 星周塵
星周塵(Circumstellar dust)は、恒星の周りに存在する宇宙塵である。星周殻や降着円盤等の星周円盤を構成しうる。星周塵は消失や赤外超過の原因となり得る。
星周塵の運動は、恒星の重力と放射圧に支配されている。
太陽の星周塵は、黄道光の原因となる。